# غوستافو مورينو راموس
غوستافو مورينو راموس (بالإسبانية: Gustavo Moreno Ramos)‏ هو سياسي مكسيكي، ولد في 2 أغسطس 1948 في المكسيك. حزبياً، نشط في New Alliance Party (Mexico) ‏. وقد انتخب عضو مجلس النواب المكسيك.